# 류보미르 시모비치
류보미르 시모비치(세르비아어: Љубомир Симовић / Ljubomir Simović, 1935년 12월 2일~2025년 4월 17일)는 세르비아의 시인, 작가, 극작가, TV 드라마 및 영화의 대본작가이다.

## 생애
1935년 유고슬라비아 왕국 중부 드리나 바노비나의 소도시 우지체(Ужице / Užice)에서 출생했으며 1954년 베오그라드 국립대학교 문과대학을 졸업했다. 1961년부터 1963년까지 베오그라드의 문예지 ≪조망≫의 편집장을 지냈다. 반세기가 넘는 시기 동안 활발한 집필 활동을 한 그의 목표는 인간의 운명과 삶에 대한 진지하고 사려 깊은 고뇌에 있다. 그는 언제나 ‘꿈’과 ‘현실’이라는 양분된 상관관계 속에서 해답을 구하고자 했다.
1958년 시인으로 문단에 등단한 시모비치는 주옥같은 시들을 발표하면서 명실공히 세르비아 최고의 시인 중 한 사람으로 문학사에 기록되고 있다. 그가 시인으로 등단한 지 10년째 되는 1968년 ‘조르제 요바노비치 상’, ‘이시도라 세쿨리치 상’을 수상하면서 문학성뿐 아니라 대중들의 인기도 한 몸에 받게 된다. 왕성한 시작 활동과 더불어 세 편의 희곡(＜하사나기니차＞, ＜샤르간의 기적＞, ＜쇼팔로비치 유랑 극단＞)과 한 편의 TV 드라마(＜코소보 전투＞)도 발표했는데 모두 문학상을 수상하는 영광을 누렸다.